# To nejlepší z Eurovize
To nejlepší z Eurovize (německy Die Grand Prix Hitliste – Die schönsten Songs Europas, anglicky The Grand Prix Hit Parade – The Best Songs of Europe) byla hudební akce, která se odehrála v Německu v Hamburku 20. května 2006. Jejím cílem bylo určit nejlepší píseň v historii Eurovision Song Contest prostřednictvím veřejného hlasování.
Do pořadu bylo prostřednictvím online hlasování vybráno 20 skladeb ze seznamu 103 písní, kde byly na výběr všechny vítězné skladby a všechny německé skladby do roku 2005. Na konci živého přenosu byla vítězem prohlášena píseň „Wild Dances“ od Ruslany, která pokořila mimo jiné „Waterloo“ (6. místo) nebo „Ein bißchen Frieden“ (12. místo). Pořad v Německu sledovalo přibližně šest milionů diváků.

## Výsledky
| Umělec             | Píseň                        | Ročník | Umístění v To nejlepší z Eurovize | Hlasy | Umístění ve svém vítězném roce | Země            |
| ------------------ | ---------------------------- | ------ | --------------------------------- | ----- | ------------------------------ | --------------- |
| Ruslana            | Wild Dances                  | 2004   | 1                                 | 71209 | 1                              | Ukrajina        |
| Sertab Erener      | Every Way That I Can         | 2003   | 2                                 | 63958 | 1                              | Turecko         |
| Vicky Leandros     | Après Toi                    | 1972   | 3                                 | 57514 | 1                              | Lucembursko     |
| Helena Paparizou   | My Number One                | 2005   | 4                                 | 51960 | 1                              | Řecko           |
| Max                | Can't Wait Until Tonight     | 2004   | 5                                 | 24084 | 8                              | Německo         |
| ABBA               | Waterloo                     | 1974   | 6                                 | 21659 | 1                              | Švédsko         |
| Gracia             | Run & Hide                   | 2005   | 7                                 | 19157 | 24                             | Německo         |
| Bucks Fizz         | Making Your Mind Up          | 1981   | 8                                 | 15011 | 1                              | Velká Británie  |
| Lena Valaitis      | Johnny Blue                  | 1981   | 9                                 | 13506 | 2                              | Západní Německo |
| Münchner Freiheit  | Viel Zu Weit                 | 1993   | 10                                | 10225 | 18                             | Německo         |
| Mary Roos          | Nur Die Liebe Läßt Uns Leben | 1972   | 11                                | 8423  | 3                              | Západní Německo |
| Nicole             | Ein bisschen Frieden         | 1982   | 12                                | 8092  | 1                              | Západní Německo |
| Wind               | Für Alle                     | 1985   | 13                                | 7821  | 2                              | Západní Německo |
| Bobbysocks         | La Det Swinge                | 1985   | 14                                | 7420  | 1                              | Norsko          |
| Dschinghis Khan    | Dschinghis Khan              | 1979   | 15                                | 7321  | 4                              | Západní Německo |
| Marie Myriam       | L'oiseau et l'enfant         | 1977   | 16                                | 6287  | 1                              | Francie         |
| Anne-Marie David   | Tu Te Reconnaîtras           | 1973   | 17                                | 6278  | 1                              | Lucembursko     |
| Sandra Kim         | J'aime La Vie                | 1986   | 18                                | 6227  | 1                              | Belgie          |
| Jacqueline Boyer   | Tom Pillibi                  | 1960   | 19                                | 6208  | 1                              | Francie         |
| Dana International | Diva                         | 1998   | 20                                | ?     | 1                              | Izrael          |